# El vicario (obra de teatro)
El vicario (en alemán, Der Stellvertreter. Ein christliches Trauerspiel), es una obra de teatro alemana de drama de ficción histórica de 1963 de Rolf Hochhuth que imputa al papa Pío XII no haber adoptado medidas ni haber expresado una clara posición contra el Holocausto. Ha sido traducida a más de veinte idiomas, y una versión en inglés del texto completo realizada por Richard y Clara Winston fue publicada como The Deputy: A Play, por Grove Press en 1964, con una carta del doctor Albert Schweitzer al editor alemán de Hochhuth como prólogo. La versión del texto en español, publicada por Grijalbo con traducción de Agustín Gil en 1964, tuvo ocho reimpresiones hasta 1977.

## Representaciones
La pieza se estrenó en Berlín, el 20 de febrero de 1963 bajo la dirección de Erwin Piscator. Su debut en inglés se produjo en el teatro Aldwych en 1963 representada por la Royal Shakespeare Company en una traducción de Robert David MacDonald, dirigida por Clifford Williams.
Actuaron Alan Webb/Eric Porter como Pío XII, Alec McCowen como el padre Fontana e Ian Richardson. Posteriormente fue repuesta en el teatro Citizens de Glasgow en 1986 y en el teatro Finborough de Londres en 2006. Una versión abreviada que fue dada en Broadway el 26 de febrero de 1964 en el teatro Brooks Atkinson con Emlyn Williams como Pío XII y Jeremy Brett como el padre Fontana llegó a las 316 representaciones.

## Versión cinematográfica
En 2002 se estrenó Amén., la adaptación cinematográfica de El vicario, una coproducción franco-rumana-alemana dirigida por el director de cine greco-francés Costa-Gavras y protagonizada por Ulrich Tukur, Mathieu Kassovitz y Sebastian Koch. El punto (.) forma parte del título original, para enfatizar la conocida expresión hebrea que suele traducirse en español como «así sea».

## Argumento

### Acto I
La obra se inicia en Berlín con un debate entre Gerstein y el Nuncio apostólico acerca de si el Papa Pío XII debería haber derogado el Reichskonkordat firmado entre la Santa Sede y Alemania, para protestar por las acciones del gobierno nazi. Luego el padre Ricardo Fontana, el sacerdote protagonista y Gerstein se encuentran por primera vez en tanto un conjunto de aristócratas, industriales y funcionarios oficiales (incluyendo Adolf Eichmann) pasan una velada en un salón subterráneo. La escena es más bien macabra, con diálogos que oscilan entre comentarios amables y debates sobre el tratamiento a dar a los judíos. Un frío industrial católico protagonizado por el mismo actor que hace de Pío XII defiende la utilización de mano de obra esclava. La última escena finaliza con el padre Fontana encontrando a Gerstein en su departamento y accediendo, a ruegos de éste, a intercambiar documentos y ropas con un judío de nombre Jacobson, que Gerstein había mantenido escondido para ayudarle a escapar.

### Acto II
Los diálogos ponen el énfasis en aseverar que Hitler temía a Pío XII más que a cualquiera de sus contemporáneos y que los intereses comerciales del Papa le impedían condenar a Hitler. Uno de los cardenales argumenta que los nazis son la última barrera que queda contra la dominación soviética de Europa.

### Acto III
Mientras los judíos son detenidos para su deportación "bajo las narices del Papa", el padre Fontana declara que "hacer nada es peor que tomar partido … Dios puede perdonar un verdugo por su tarea pero no a un sacerdote, menos a un Papa" y un oficial alemán comenta que el Papa dio "audiencias amistosas a miles de miembros del ejército alemán. El sacerdote expone la idea de seguir el ejemplo de Bernhard Lichtenberg y seguir a los judíos a los campos de la muerte en el Este y posiblemente compartir con ellos su destino. 

### Acto IV
Pío XII con una "helada sonrisa", "frialdad aristocrática" y un "brillo helado" en sus ojos expone su preocupación respecto de los activos financieros del Vaticano y el bombardeo aliado de las fábricas en Italia. Pío XII reitera sus instrucciones de ayudar a los judíos pero afirma que debe mantener silencio ad maioram mala vitanda (para evitar males mayores). Cuando es cuestionado por un enojado Fontana, Pío XII pontifica sobre la importancia geopolítica de una Alemania fuerte vis-a-vis contra la amenaza soviética. Finalmente el padre Fontana obliga a que el Papa por vergüenza dicte una declaración para su difusión pública pero, sin embargo, su terminología es tan vaga que todos están seguros de que será ignorada por los alemanes.

### Acto V
El padre Fontana se coloca la estrella de David y se une a los deportados para morir en Auschwitz, donde tiene lugar el resto del acto. Aunque Gerstein concurre al campo en un intento de rescatarlo pero finalmente son descubiertos, el sacerdote es muerto a tiros en tanto Gerstein es detenido. La pieza concluye con una cita del embajador alemán Weizsäcker: "Dado que una futura acción respecto del problema judío no es esperable aquí, en Roma, debe considerarse que este problema, tan perturbador en las relaciones de Alemania con el Vaticano, ha sido superado"

## Críticas
- Libros como A Question of Judgment (1963) del Dr. Joseph Lichten, escritos como respuesta a El vicario, defienden la conducta de Pío XII durante la guerra. Lichten afirma que cualquier crítica a las acciones del Papa durante la Segunda Guerra Mundial es una "sorprendente paradoja" y que "nadie que conozca el historial de las acciones de Pío XII a favor de los judíos puede suscribir las acusaciones de  Hochhuth". Hannah Arendt también comentó la obra (y la reacción pública ante ella) en su ensayo de 1964 "The Deputy: Guilt by Silence?" ( "El vicario: Culpable por su silencio?". Mario Vargas Llosa, por su parte, comentó la obra, tanto en su proyección moral e histórica como en sus valores literarios, en su artículo "El vicario. Una apasionada exposición", publicado en el diario Expreso, de Lima, el 29 de septiembre de 1964, y recogido en Piedra de Toque (2012).

- Otras referencias como el libro The Myth of Hitler’s Pope (Rabbi David G. Dalin) o artículos como Friend to the Jews: Pius XII’s real wartime record del escritor judío Gary L. Krupp afirman que, por el contrario, el Papa Pio XII ayudó a salvar las vidas de 860000 judíos durante la Segunda Guerra Mundial.

- En 2007, el exgeneral rumano Ion Mihai Pacepa, el militar de grado más elevado perteneciente a la sección Inteligencia que desertó del bloque soviético, afirmó que El Vicario fue el fruto de un plan de desacreditación ordenado por Nikita Jruschov y pergeñado por la KGB en 1960, y al igual que 60 años antes se publicaron Los protocolos de los sabios de Sion, El Vicario tuvo como objetivo minar la autoridad moral del Vaticano y su influencia en Occidente.[8][1]

## Premios
El vicario recibió los premios Gerhart Hauptmann (1962) y Berliner Kunstpreis (1963).